# Einar Rosenqvist
Einar Peter Rosenqvist, född 8 juli 1884, död 18 januari 1950 i Lund, var en svensk målare.
Han var son till fanjunkaren Johan Edvard Rosenqvist och Caroline Marie Gullander. Efter studentexamen studerade han konst vid Det tekniske Selskabs Skole och vid Zahrtmanns målarskola i Köpenhamn. Han medverkade i industri- slöjd- och konstutställningen i Lund 1907. Han drabbades omkring 1910 av en sinnessjukdom som medförde att han periodvis inte kunde måla och därmed är hans produktion inte så stor. Han var representerad vid Lunds universitets konstmuseums utställning För rädda barnen 1947 och på Skånska konstmuseums utställning Lundakonst från äldre tid 1950. Hans konst består huvudsakligen av stilleben och landskapsmålningar. Einar Rosenqvist är begravd på Östra kyrkogården i Lund. 